# IA agèntica
IA agèntica és una classe d'intel·ligència artificial que se centra en sistemes autònoms que poden prendre decisions i fer tasques sense intervenció humana. Els sistemes independents responen automàticament a les condicions, per produir resultats del procés. El camp està estretament lligat a l'automatització agentica, també coneguda com a sistemes de gestió de processos basats en agents, quan s'aplica a l'automatització de processos. Les aplicacions inclouen desenvolupament de programari, atenció al client, ciberseguretat i intel·ligència empresarial.

## Concepte bàsic
El concepte bàsic de la IA agèntica és l'ús d'agents d'IA per fer tasques automatitzades però sense intervenció humana. Tot i que l'automatització de processos robòtics (RPA) i els agents d'IA es poden programar per automatitzar tasques específiques o donar suport a decisions basades en regles, les regles solen ser fixes. Agentic AI funciona de manera independent i pren decisions mitjançant l'aprenentatge continu i l'anàlisi de dades externes i conjunts de dades complexos. Els agents que funcionen poden requerir diverses tècniques d'IA, com ara el processament del llenguatge natural, l'aprenentatge automàtic (ML) i la visió per ordinador, depenent de l'entorn.
En particular, tot i que l'aprenentatge de reforç (RL) és essencial per ajudar la IA agentica a prendre decisions autodirigidas donant suport als agents en l'aprenentatge de les millors accions mitjançant el mètode d'assaig i error. Els agents que utilitzin RL contínuament per explorar el seu entorn rebran recompenses o càstigs per les seves accions, la qual cosa perfecciona la seva capacitat de presa de decisions al llarg del temps. Mentre que l'aprenentatge profund, a diferència dels mètodes basats en regles, admet la IA d'Agent mitjançant xarxes neuronals de diverses capes per aprendre característiques a partir de conjunts de dades extensos i complexos. La RL combinada amb l'aprenentatge profund admet així l'ús d'agents d'IA per ajustar-se dinàmicament, optimitzar procediments i participar en comportaments complexos amb un control limitat dels humans.

## Història
Alguns estudiosos rastregen les arrels conceptuals de la IA agèntica al treball d'Alan Turing a mitjans del segle XX amb la intel·ligència de màquines i al treball de Norbert Wiener sobre sistemes de retroalimentació. El terme sistema de gestió de processos basat en agents es va utilitzar des de 1998 per descriure el concepte d'utilitzar agents autònoms per a la gestió de processos empresarials. El principi psicològic de l'agència també es va discutir en el treball de 2008 del sociòleg Albert Bandura, que va estudiar com els humans poden donar forma als seus entorns. Aquesta investigació donaria forma a com els humans van modelar i desenvolupar agents d'intel·ligència artificial.
Algunes fites addicionals de la IA agentica inclouen Deep Blue d'IBM, que demostra com l'agència podria funcionar dins d'un domini confinat, els avenços en l'aprenentatge automàtic a la dècada de 2000, la integració de la IA a la robòtica i l'auge de la IA generativa com ara els models GPT d'OpenAI i la plataforma Agentforce de Salesforce.
En l'última dècada, els avenços significatius en IA han estimulat el desenvolupament de l'IA Agentic. Els avenços en l'aprenentatge profund, l'aprenentatge de reforç i les xarxes neuronals van permetre als sistemes d'IA aprendre per si mateixos i prendre decisions amb una guia humana mínima. La consiliència de la IA agentica en el transport autònom, l'automatització industrial i l'atenció sanitària a mida també ha donat suport a la seva viabilitat. Els cotxes autònoms utilitzen la intel·ligència artificial per gestionar escenaris complexos de carreteres, mentre que la tecnologia de robots impulsats per IA augmenta la productivitat adaptant els canvis en temps real. De la mateixa manera, els bancs i les institucions financeres despleguen IA agent en anàlisi predictiva i comerç algorítmic, cosa que il·lustra les seves aplicacions en expansió en la presa de decisions d'alt risc.
L'any 2025, la firma d'investigació Forrester va nomenar la intel·ligència artificial agentica com a tecnologia emergent més destacada per al 2025.

## Aplicacions
Les aplicacions que utilitzen IA agent inclouen:
- Desenvolupament de programari: els agents de codificació d'IA poden escriure grans fragments de codi i revisar-lo. Els agents fins i tot poden fer tasques no relacionades amb el codi, com ara especificacions d'enginyeria inversa del codi.[12]
- Automatització de l'atenció al client: els agents d'IA poden millorar el servei al client millorant la capacitat dels chatbots per respondre a una varietat més àmplia de preguntes, en lloc de tenir un conjunt limitat de respostes preprogramades per humans.[12]
- Fluxos de treball empresarials: els agents d'IA poden automatitzar automàticament les tasques rutinàries processant dades agrupades, a diferència d'una empresa que necessiti API preprogramades per a tasques específiques.[12]
- Ciberseguretat i detecció d'amenaces: els agents d'IA desplegats per a la ciberseguretat poden detectar i mitigar les amenaces automàticament en temps real. Les respostes de seguretat també es poden automatitzar en funció del tipus d'amenaça.[12]
- Intel·ligència empresarial: els agents d'IA poden donar suport a la intel·ligència empresarial per produir analítiques més útils, com ara respondre a les indicacions de veu en llenguatge natural.[12]
- Aplicacions del món real: la IA d'Agent ja s'està utilitzant en moltes situacions del món real per automatitzar tasques complexes en diferents indústries i, per tant, s'ha implementat amb èxit en molts departaments i organitzacions. Alguns dels exemples ho són
  - Fabricació i manteniment predictiu: Siemens AG utilitza IA agent per analitzar les dades dels sensors en temps real d'equips industrials, predint els errors abans que es produeixin. Després del desplegament de l'IA agentica en les seves operacions, van reduir el temps d'inactivitat no planificat en un 25%.[13]
  - Finances i comerç algorítmic: a JPMorgan & Chase van desenvolupar diverses eines per als serveis financers, una de les quals és "LOXM" que executa operacions d'alta freqüència de manera autònoma, adaptant-se a la volatilitat del mercat més ràpidament que els comerciants humans.[14]
  - Diagnòstic mèdic: Google es va associar amb Moorfield's Eye Hospital i va detectar malalties oculars mitjançant l'anàlisi d'exploracions oculars en 3D i van aconseguir un 94% de precisió en els assaigs.[15]
  - Atenció al detall i al client: Walmart utilitza chatbots d'IA per gestionar el 80% de les consultes dels clients de manera autònoma, incloses les devolucions i les consultes d'inventari.

## Consideracions ètiques
El desenvolupament de la IA agentica ha provocat discussions sobre el biaix, la rendició de comptes i la transparència perquè els sistemes autònoms prenen decisions de gran risc sense intervenció humana. L'any 2024, l'EEOC dels EUA va iniciar una investigació contra HireVue, una plataforma de contractació impulsada per IA, després que es presentessin queixes que la seva IA agent discriminava a persones per raó de gènere i raça. El biaix s'ha atribuït directament a dades d'entrenament pobres. Paral·lelament, el sistema de conducció automàtica completa (FSD) de Tesla va ser investigat per la NHTSA després que els conductors que utilitzessin la seva IA agent classificadessin erròniament els senyals d'aturada com a senyals de "anar" sota escenaris de llum específics, la qual cosa va provocar riscos i una sèrie de quasi accidents. Els crítics de l'IA opinen que aquests casos estableixen que s'han de desplegar marcs d'explicació (per exemple, "Fulls d'informació d'IA") d'IBM per tal de fer responsables els sistemes.
Les possibles solucions a aquestes preocupacions inclouen la supervisió normativa i les garanties tècniques. La Llei d'IA de la Unió Europea de 2025, la primera llei integral sobre IA, obliga a l'avaluació de riscos per a la IA agent en sectors d'alt risc com l'assistència sanitària. La revisió de Nature Medicine (2024) va concloure que es va trobar que les eines de diagnòstic d'IA de Google DeepMind prioritzaven la velocitat sobre la precisió en la detecció de malalties rares. A més, hi ha hagut una empenta per part de les empreses d'IA (p. ex., OpenAI i Anthropic) cap a marcs d'"IA constitucional", que impliquen integrar completament "guardrails" ètics (p. ex., comprovacions d'equitat) dins dels sistemes d'IA agent. Els experts adverteixen, però, que sense estàndards globals, les regulacions de mosaic podrien dificultar la rendició de comptes, com es va veure a la demanda de responsabilitat de l'IA del 2023 contra Zillow, on el seu algorisme de preus agent suposadament va agreujar la discriminació de l'habitatge.

## Tendències futures i direccions de recerca
A mesura que l'AI creixi, la informàtica quàntica millorarà les seves capacitats processant volums massius de dades a velocitats sense precedents. Els algorismes quàntics poden millorar l'aprenentatge de reforç, l'optimització i altres tasques d'aprenentatge automàtic, permetent que l'AI d'Agentic processi grans conjunts de dades en temps real. Això podria accelerar els avenços en les previsions financeres, la modelització climàtica i el descobriment de fàrmacs, fent que la intel·ligència artificial agent sigui significativament més potent que els sistemes tradicionals.
La col·laboració entre humans i IA serà cada cop més important a mesura que avanci la IA agent. La IA ajudarà a la presa de decisions humanes proporcionant coneixements basats en dades i anàlisi predictiva en àrees com la sanitat, la llei, les finances i el govern. Aquesta associació ajudarà els especialistes a prendre decisions millor informades, especialment en diagnòstic mèdic, estratègies d'inversió i anàlisi legal, on el judici humà és essencial.
La IA agentica té el potencial de transformar la medicina personalitzada avaluant les dades dels pacients, com ara la informació genètica, i proporcionant tractaments individualitzats. La IA pot alterar els medicaments en temps real, la qual cosa millora l'atenció al pacient i redueix els errors. Això permetrà teràpies més precises en disciplines com l'oncologia, la cardiologia i les malalties genètiques; no obstant això, s'han de tractar qüestions com la qualitat de les dades i la privadesa per garantir un ús ètic de la IA.
El futur del transport autònom és brillant, amb Agentic AI que millora els cotxes i els drons amb conducció autònoma. Els sistemes d'IA milloraran la presa de decisions en temps real, donant lloc a un transport més segur i eficient. Les flotes autònomes impulsades per Agentic AI també milloraran la logística i les cadenes de subministrament, canviant els sectors que depenen del transport i el lliurament.
Agentic AI contribuirà més a la creativitat, produint obres originals en música, art i disseny de productes. A mesura que els sistemes d'IA progressen, poden col·laborar amb creadors humans o fins i tot actuar com a artistes independents, augmentant els límits de la creativitat mitjançant l'anàlisi de grans quantitats de dades i la reproducció de processos artístics.
En l'exploració espacial, Agentic AI permetrà que les naus espacials i els rovers planetaris naveguin per terrenys desconeguts amb poca interacció humana. Aquestes tecnologies autònomes ajudaran a l'exploració de nous planetes, a l'optimització de la utilització dels recursos i al manteniment de la tecnologia de suport vital durant llargs viatges, augmentant així considerablement l'abast de la humanitat a l'espai.

## Conceptes relacionats
L'automatització d'agents, de vegades anomenada automatització de processos agents, es refereix a l'aplicació d'IA agentic per generar i operar fluxos de treball. En un exemple, els grans models de llenguatge poden construir i executar fluxos de treball automatitzats (agents), reduint o eliminant la necessitat d'intervenció humana.
GqMentre que la IA agentica es caracteritza per les seves capacitats de presa de decisions i accions, la IA generativa es distingeix per la seva capacitat de generar contingut original basat en patrons apresos.